# Annibale Bergonzoli
Annibale Bergonzoli (1. listopadu 1884, Itálie – 31. července 1973) byl během druhé světové války italským generálporučíkem v armádě.

## Kariéra
Od roku 1928 do roku 1935 vystřídal tři posty. Prvně byl vedoucím důstojníkem 78. toskánského regimentu, potom byl vedoucím důstojníkem 6. Aostského regimentu a potom byl velitelem školy pro záložní důstojníky v sicilském Palermu. V roce 1935 se stal velícím důstojníkem 2. brigády Emanuela Filiberta Testa di Ferra. Svoji první vážnější akci zažil v letech 1937–1938, kdy velel 133. pancéřové divizi během občanské války ve Španělsku na straně fašistické strany Španělska, Falangy, vedené generálem Francem. V roce 1940 velel 23. armádnímu sboru v severní Africe. V roce 1940 po krátké ofenzívě do Egypta, kterou podnikl Rodolfo Graziani, velel obraně Bardie v Libyi. Na konci roku 1940 zahájili Britové pod vedením generála Richarda O'Connora operaci nazvanou Kompas. Při této operaci byla dobyta právě mimo jiné i Bardie a italské jednotky byly donuceny k ústupu do libyjské provincie Kyrenaika. Bergonzoli velel svému 23. armádnímu sboru 10. italské armády během ústupu. V únoru 1941 se po nešťastné porážce svého sboru v bitvě u malého města Beda Fomm od australských divizí se radši vzdal australským jednotkám a padl do zajetí. V něm setrval od roku 1941 do roku 1946.

## Zajímavost
Italští vojáci Bergonzolimu přezdívali „Elektrická brada“. Tuto přezdívku získal kvůli svým bílým vousům.